# 私の奴隷になりなさい
『私の奴隷になりなさい』（わたしのどれいになりなさい）は、覆面作家のサタミシュウによる日本の官能小説シリーズ。SMを題材とした「SM青春小説」シリーズの第1作から第3作となる3部作および短編集。

## 概要
覆面作家サタミシュウのデビュー作となる第1作『スモールワールド』が『野性時代』（角川書店）2005年1月号から3月号に連載、同年4月22日に角川書店から刊行された。2007年12月22日に角川文庫より『私の奴隷になりなさい』と改題して文庫化。
2007年に花小路ゆみ作画、松本ひなつ脚色により漫画化、2012年には角川映画により壇蜜主演で映画化された。映画化の時点で10万部のセールス。
第2作『リモート』（2005年6月、角川書店。『ご主人様と呼ばせてください』改題、2008年5月、角川文庫）、第3作『おまえ次第』（2008年8月、角川文庫）が刊行されている。それぞれ2018年に角川映画により映画化された。
また、短編集となる『はやくいって』（2009年2月、角川文庫）が刊行されている。
第2作および第3作の映画化を記念して、『私の奴隷になりなさいシリーズ 【全4冊 合本版】』（2018年9月、KADOKAWA）が電子書籍にて刊行されている。

## 書誌情報
- スモールワールド（2005年4月22日、角川書店、ISBN 978-4-04-873608-4）
  - 【改題】私の奴隷になりなさい（2007年12月22日、角川文庫、ISBN 978-4043868018）
- リモート（2005年6月30日、角川書店、ISBN 978-4048736275）
  - 【改題】ご主人様と呼ばせてください (2008年5月24日、角川文庫、ISBN 978-4043868025）
- おまえ次第 (2008年8月23日、角川文庫、ISBN 978-4043868032）
- はやくいって（2009年2月23日、角川文庫、ISBN 978-4043868049）

## 漫画
『スモールワールド』と題して花小路ゆみ作画、松本ひなつ脚色により漫画化され、青年漫画雑誌『コミックチャージ』（角川書店）2007年第4号から第7号および第9号から第12号に連載、同年12月25日にカドカワチャージコミックスより単行本が刊行された。全1巻。コミックチャージ（角川書店）にて漫画化。ISBN 4047250058、ISBN 4041204771（改題）。

### 書誌情報（漫画）
- スモールワールド（2007年12月25日、カドカワチャージコミックス、ISBN 978-4-04-725005-5）
- コミック版 私の奴隷になりなさい（2012年9月26日、KADOKAWA、ISBN 978-4-04-120477-1）

## 映画
2012年11月3日公開の日本映画。映画はR-15指定（ディレクターズ・カット版はR-18指定）。
『私の奴隷になりなさい ディレクターズ・カット』と題し、初公開時に過激過ぎるため盛り込むことができなかったシーンを追加した成人指定（R18+）のロングバーションが、ディレクターズ・カット版として2013年1月26日に公開された。レイティングではR18+指定となった。
続編となる『私の奴隷になりなさい第2章 ご主人様と呼ばせてください』が2018年9月29日に、『私の奴隷になりなさい第3章 おまえ次第』が2018年10月13日に公開された。レイティングはともにR18+指定。

### キャスト
私の奴隷になりなさい
- 壇蜜 - 香奈
- 真山明大 - 僕
- 板尾創路 - 先生
- 杉本彩
- 古舘寛治
- 西条美咲 - ミドリ
- 美知枝
- 海東健
- 菜葉菜
- 草野イニ
- 石井明日香
- 塚本康博
- ウダタカキ
- 高松泰治

私の奴隷になりなさい第2章 ご主人様と呼ばせてください
- 目黒：毎熊克哉
- 明乃：行平あい佳
- 希美：百合沙
- 三浦誠己

私の奴隷になりなさい第3章 おまえ次第
- 目黒：毎熊克哉
- 繭子：杉山未央
- 希美：百合沙
- 行平あい佳
- 池田良
- 石田佳央
- 原田裕章
- 早紀：川合瑞恵
- 詩織：範田紗々
- 美里：山根千芽
- 真奈美：福山理子
- 榊英雄

### スタッフ
私の奴隷になりなさい
- 監督：亀井亨
- 脚本：港岳彦
- エグゼクティブプロデューサー：井上伸一郎
- 企画：安田猛
- 製作：池田宏之、加茂克也
- 音楽：野中“まさ”雄一
- 撮影：中尾正人

私の奴隷になりなさい第2章 ご主人様と呼ばせてください
私の奴隷になりなさい第3章 おまえ次第
- 監督：城定秀夫
- 原作：サタミシュウ『ご主人様と呼ばせてください』（第2章）、『おまえ次第』（第3章）
- 脚本：石川均、城定秀夫
- 製作：堀内大示
- 企画：栗橋三木也
- プロデューサー：小林剛、木村俊樹
- 撮影：田宮健彦
- 照明：南園智男
- 美術：石毛朗
- 録音：藤丸和徳
- 編集：矢船陽介
- 音楽：SOUNDKIDS
- 助監督：伊藤一平
- 制作担当：真山俊作
- 制作プロダクション：ステアウェイ
- 製作・配給：KADOKAWA

### 音楽
私の奴隷になりなさい
- 主題歌 - 「fade」（作曲・編曲：野中“まさ”雄一、作詞：chalaza、歌：壇蜜）
- 挿入歌 - 「蜜月の赤糸」（作曲・編曲：野中“まさ”雄一、歌：彩月）

私の奴隷になりなさい第2章 ご主人様と呼ばせてください
- 主題歌：ボンジュール鈴木「渚のシンドバッド」

私の奴隷になりなさい第3章 おまえ次第
- 主題歌：ボンジュール鈴木「プピプピドゥ」

### 受賞
私の奴隷になりなさい
- オリコン週間DVD映画チャート第1位 - 2013年3月25日（ディレクターズ・カット版）

### 関連商品

#### 写真集
- 『私の奴隷になりなさい 壇蜜写真集 濃蜜』（角川書店、2012年10月26日、ISBN 4041103223）

#### DVD・Blu-ray
- 『壇蜜と僕たち』（角川書店、2012年10月5日）- DVD、メイキング
- 『私の奴隷になりなさい』（角川書店、2013年3月15日）- DVD版のみ、R-15
- 『私の奴隷になりなさい ディレクターズカット (本編DVD・特典DVD・特典CD 3枚組)』（角川書店、2013年3月15日）- DVD版とBlu-ray版、R-18。ディレクターズ・カット版は111分。CD は ラジオドラマ「耳で聴く、もうひとつの『私の奴隷になりなさい』」と主題歌「fade」収録。
- 『私の奴隷になりなさい第2章 ご主人様と呼ばせてください 通常版 DVD』（2019年2月1日、KADOKAWA、DABA-5489）
- 『私の奴隷になりなさい第3章 おまえ次第 通常版 DVD』（2019年2月1日、KADOKAWA、DABA-5490）
- 『私の奴隷になりなさい第2章 ご主人様と呼ばせてください 通常版 Blu-ray』（2019年2月1日、KADOKAWA、DAXA-5489）
- 『私の奴隷になりなさい第3章 おまえ次第 通常版 Blu-ray』（2019年2月1日、KADOKAWA、DAXA-5490）
- 『私の奴隷になりなさい第2章 ご主人様と呼ばせてください＆第3章 おまえ次第 豪華版Blu-ray BOX』（2019年2月1日、KADOKAWA、DAXA-5491） - 本編Blu-ray2枚＋特典DVD1枚
- 『私の奴隷になりなさい トリロジー Blu-ray BOX』（2019年2月1日、KADOKAWA、DAXA-5492） - 本編Blu-ray3枚